# Marion Jones Farquhar
Marion Jones Farquhar (ur. 2 listopada 1879 w Gold Hill, Nevada, zm. 14 marca 1965) – tenisistka amerykańska, mistrzyni USA w grze pojedynczej, podwójnej i mieszanej.
Praworęczna zawodniczka była po raz pierwszy w finale mistrzostw USA (późniejsze US Open) w 1898, przegrywając w pięciu setach z Juliette Atkinson. Rok później w finale wygrała z Maud Banks. Drugie zwycięstwo odniosła w 1902, kiedy meczu finałowego nie zdołała dokończyć Elisabeth Moore; z kolei w 1903 Moore wzięła rewanż, pokonując Jones w finale 7:5, 8:6 (organizatorzy zrezygnowali już wówczas w tenisie kobiecym z formuły spotkań do trzech wygranych setów). Jones wygrywała na mistrzostwach USA także pozostałe konkurencje – w deblu była najlepsza w 1902 (w parze z Atkinson), w mikście w 1901 (z Raymondem Little). Ponadto była w finale debla w 1901 i 1903.
Jako pierwsza Amerykanka wzięła udział w turniejach europejskich – w 1900 debiutowała na Wimbledonie, osiągając ćwierćfinał gry pojedynczej. W tym samym roku rywalizowała na igrzyskach olimpijskich w Paryżu, zdobywając dwa brązowe medale – w grze pojedynczej i grze mieszanej (z Brytyjczykiem Lawrence Dohertym). W turnieju olimpijskim uczestniczyła również jej siostra Georgina.
W 2006 została uhonorowana pośmiertnie miejscem w Międzynarodowej Tenisowej Galerii Sławy.